# Castelo de Tustal

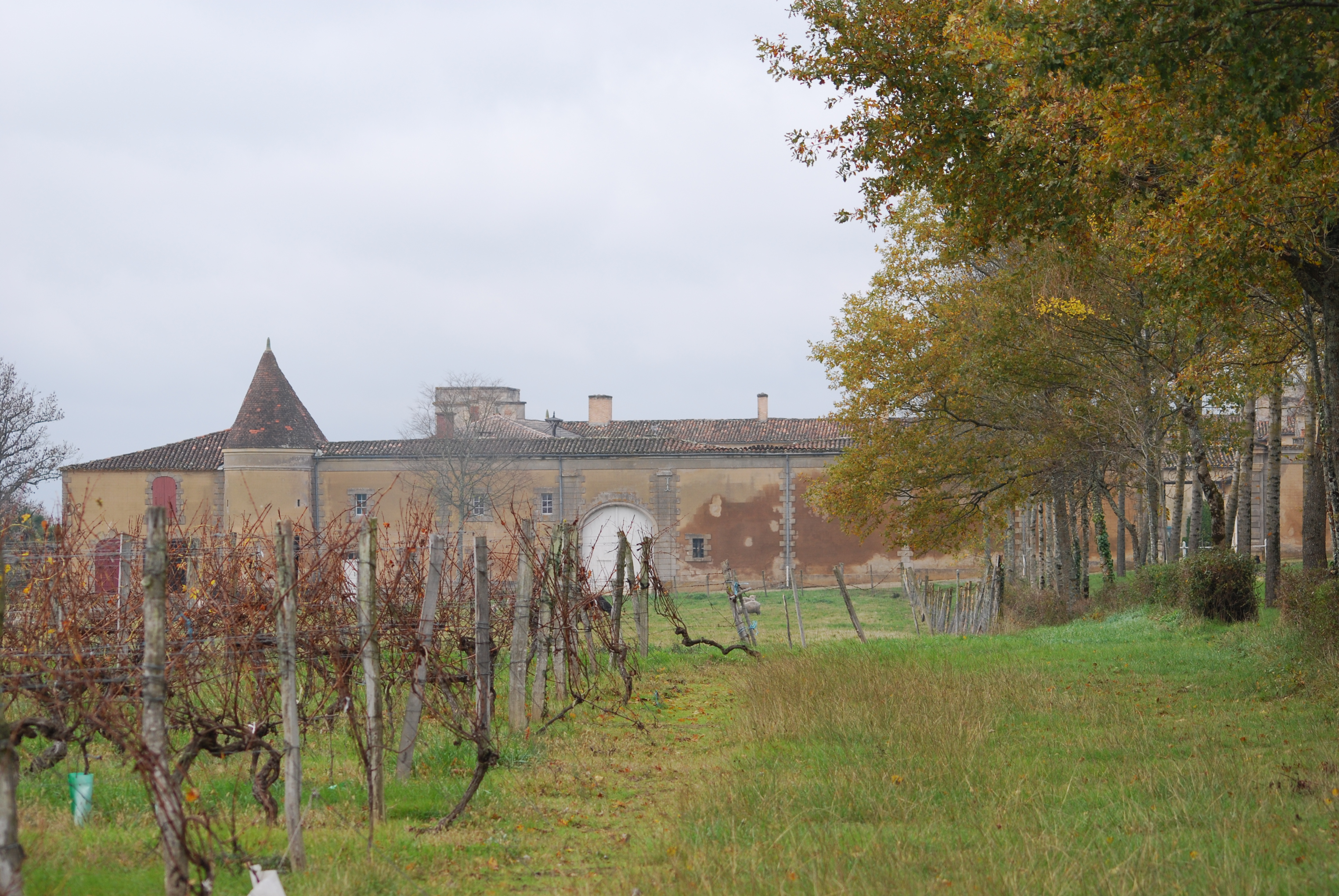
Castelo de Tustal património arquitectónico do Ministério da Cultura da França.

O Château de Tustal é um castelo histórico em Sadirac, Gironde, Aquitânia, na França.

## História
O castelo foi construído em 1614, com construções sendo acrescentadas nos séculos XVIII e XIX.

## Valor arquitectónico
Está listado como um monumento oficial desde 2008.